# Joakim Kjellbom
Joakim Kjellbom (Sundsvall, 22 de abril de 1979) es un exjugador de baloncesto sueco. Con 2,13 metros de altura jugaba en la posición de pívot. Fue internacional absoluto con Suecia.

## Universidad
Asistió durante dos años (2001-2003) al Irvine Valley College, situado en Irvine, California, perteneciente a la California Community College Athletic Association. En la temporada 2003-2004, asistió a la Universidad de Northern Arizona, situada en Flagstaff, Arizona, perteneciente a la División I de la NCAA.
Disputó 28 partidos (11 como titular) con los Northern Arizona Lumberjacks con un promedio de 5,5 puntos (62,8 % en tiros de 2 y 76,6 % en tiros libres), 3,2 rebotes y 1,5 tapones en 12 min de media.
Terminó la temporada en la Big Sky Conference como el 2º máximo taponador y el 3º en tapones totales (42).

## Trayectoria Profesional

### Sundsvall Dragons
Tras no ser elegido en el Draft de la NBA de 2004, vivió su primera experiencia como profesional en los Sundsvall Dragons de su Suecia natal, donde estuvo dos temporadas (2004-2006).
En su primera temporada (2004-2005), fue el 5º máximo reboteador (9,8 rebotes por partido) de la Basketligan. Fue seleccionado para disputar el All-Star Game de la Basketligan. A final de temporada fue elegido en el segundo mejor quinteto de la Basketligan, en el mejor quinteto de jugadores suecos de la Basketligan y en el mejor quinteto defensivo de la Basketligan, todo ello por Eurobasket.com.
En su segunda temporada (2005-2006), fue el máximo taponador (2,8 tapones por partido) y otra vez el 5º máximo reboteador (10,4 rebotes por partido) de la Basketligan. A final de temporada fue nombrado ala-pívot del año  de la Basketligan,  jugador sueco del año  de la Basketligan y jugador defensivo del año  de la Basketligan y elegido en el mejor quinteto de la Basketligan y por 2ª vez en el mejor quinteto de jugadores suecos de la Basketligan y en el mejor quinteto defensivo de la Basketligan, todo ello por Eurobasket.com.

## Selección nacional
Desde 2005 hasta 2019, Kjellbom fue una figura recurrente de la selección de baloncesto de Suecia. Jugó en cinco ediciones del Eurobasket: 2005, 2007, 2009, 2011 y 2013.